# Borgerberedskab
|  | Sammenskrivningsforslag Artiklen Borgerberedskab er foreslået føjet ind i Beredskabsforbundet. (Siden april 2022) Diskutér forslaget |

En del af Beredskabsforbundets opgaver med at gøre den danske befolkning mere kriseparat og selvhjulpen i tilfælde af alvorlige trusler; det kan være f. eks. klima/uvejrstrusler. Borgerberedskabet underviser også i forholdsregler i forbindelse med forsyningssvigt; således at danskerne kan få en viden om hvad der kræves for at overleve hvis ikke der er normal adgang til vand, varme og strøm osv.